# تجمع عمد (أحور)

تعديل مصدري - تعديل

تجمع عمد هو "تجمع بدوي" في  عزلة أحور بمديرية أحور التابعة لمحافظة أبين، بلغ تعداد سكانها 27 نسمة حسب تعداد اليمن لعام 2004.